# Abacophrastus
Abacophrastus is een geslacht van kevers uit de familie van de loopkevers (Carabidae). De wetenschappelijke naam van het geslacht is voor het eerst geldig gepubliceerd in 2011 door Will.

## Soorten
Het geslacht Abacophrastus omvat de volgende soorten:
- Abacophrastus bellorum Will, 2011
- Abacophrastus carnifex Will, 2011
- Abacophrastus chapes Will, 2011
- Abacophrastus hobbit Will, 2011
- Abacophrastus megalops Will, 2011
- Abacophrastus millei Will, 2011
- Abacophrastus reflexus Will, 2011